# Orbilia delicatula
Orbilia delicatula är en svampart som först beskrevs av Petter Adolf Karsten, och fick sitt nu gällande namn av Petter Adolf Karsten 1870. Orbilia delicatula ingår i släktet Orbilia och familjen vaxskålar.  Arten är reproducerande i Sverige. Inga underarter finns listade i Catalogue of Life.